# Mayo-Lémié
Pour les articles homonymes, voir Mayo.
Le Mayo-Lémié (ou Mayo-Lemyé) est un des 4 départements composant la région du Mayo-Kebbi Est au Tchad. Il a été créé en 2004 (?) par division du département du Mayo-Boneye. Son chef-lieu est Guelendeng.

## Subdivisions
Le département du Mayo-Lémié est divisé en 3 sous-préfectures :
- Guelendeng
- Katoa
- Nanguigoto

## Administration
Liste des administrateurs :
Préfets du Mayo-Lémié
- 9 octobre 2008 : Gabdide Passoret[1]